# Obwód wileński (Litewska SRR)
Obwód wileński (ros. Вильнюсская область, lit. Vilniaus sritis) – jednostka administracyjna istniejąca w latach 1950–1953 na terenie Litewskiej SRR z siedzibą władz w Wilnie.

## Historia
Obwód utworzono 20 czerwca 1950 r. w wyniku reformy administracyjnej dzielącej republiki bałtyckie na obwody. Obwód rozwiązano 28 maja 1953 r.

## Podział administracyjny
Obwód dzielił się na 24 rejony:
- dougański
- druskienicki
- duksztański
- dusiacki
- ejszyski
- ignaliński
- jewski
- jezioroski
- kowarsk
- malacki
- niemenczyński
- nowowilejski
- nowoświęciański
- oniksztyński
- orański
- podbrodzki
- smelski (dzielnica Wiłkomierza)
- solecznicki
- święciański
- szyrwincki
- trocki
- uciański
- wileński
- wiłkomierski